# 歐維治基金會
歐維治基金會，又稱「歐華利基金會」，是以葡國航海家歐華利命名的個人基金會，成立於1999年12月14日，總部位於葡萄牙里斯本。

## 背景
澳門旅遊娛樂有限公司（澳娛）在澳門經營的博彩業專營權合約在1986年屆滿，澳葡政府在與之續約至2001年時，提出多項附帶條件，其中包括要把該公司淨利的百分之5（後來是毛利的百分之1.6）撥給同年成立的東方基金會，但東方基金會的資金並未真正用於澳門事務，而是作為支付葡萄牙駐亞洲各使館文化辦事處的活動經費以及地產投資本金，故中方下達針對東方基金會的禁令，不准中方機構與之接觸，亦開始了東方基金會問題的談判。中葡聯絡小組的談判結果是1997年後澳娛不再向該基金會撥款，專營合約續約的條件撥款改由1998年5月11日成立的澳門發展與合作基金會接受。

## 成立
1999年12月14日，歐維治基金會在距離澳門回歸6天前於葡萄牙里斯本成立，末任澳門總督韋奇立是基金會成員之一。他當時仍擔任澳門發展與合作基金會信託委員會主席，利用職權撥款5000萬給基金會，並成功在回歸日前（12月20日）完成撥款，涉嫌利益輸送和以權謀私。2000年1月13日，事件被葡文報章曝光，時任澳門特首何厚鏵在事件曝光3日後設「獨立調查委員會」進行審查，結果決定解散澳門發展與合作基金會和舊澳門基金會，同日（2000年3月24日）設立新的澳門基金會，然而無法追回5000萬撥款。

## 在澳設獎學金
歐維治基金會與澳門大學簽定協議在該校設奬學金，每年將向該校的優秀學生提供奬金和奬學金合共5000歐元。

## 組織架構

### 信託委員會成員
- 主席：前總督文禮治工程師
- 前總督李安道將軍
- 前總督伊芝迪將軍
- 前總督韋奇立將軍
- 商人何鴻燊
- 商人何超瓊
- 職業經理人蘇樹輝
- 葡萄牙前總統恩尼斯

### 行政委員會成員
- 主席：前總督文禮治工程師
- 將軍
- 教授

### 諮詢委員會
- 主席：
- 孔智剛神父
- Júlio Pedrosa教授
- 上校
- Mário Vieira de Carvalho教授
- Narana Coissoró教授
- 王鎖英（《簡明葡漢詞典》作者）
- 周一平（「葡萄牙中國和平統一促進會」會長、「葡萄牙華人華僑聯合總會」主席[4]）

### 監事會
- 主席：
- （註冊會計師事務所）

## 另見
- 韋奇立：基金會創始人，利益輸送事件主角。
- 文禮治：前總督，基金會現任信託委員會主席。
- 吳國昌：「九不識」事件中，抗議澳葡政府將澳門公務員退休金大量轉往葡萄牙的做法。這次退休金的轉移，使葡萄牙符合歐盟成員國的進入門檻。
- 區錦新：時任澳門市政議員，協同吳國昌致函歐盟質疑澳葡政府轉移政府資金與葡萄牙的做法。回歸後為澳門立法會議員。

## 外部連結
- 歐維治基金會網站